# Shelter (álbum de Alcest)
Shelter es el cuarto álbum de estudio de la banda de shoegaze francesa Alcest. Fue lanzado el 17 de enero de 2014, a través del sello Prophecy Productions. El nombre del álbum significa en español «refugio».

## Listado de canciones
Todas las canciones escritas y compuestas por Neige. 
| N.º | Título                           | Duración |  |
| 1.  | «Wings»                          | 1:32     |  |
| 2.  | «Opale»                          | 4:56     |  |
| 3.  | «La Nuit Marche avec Moi»        | 4:58     |  |
| 4.  | «Voix Sereines»                  | 6:44     |  |
| 5.  | «L'Éveil des Muses»              | 6:49     |  |
| 6.  | «Shelter»                        | 5:29     |  |
| 7.  | «Away» (featuring Neil Halstead) | 5:02     |  |
| 8.  | «Délivrance»                     | 10:06    |  |

- Datos: Q15637597